# Mistrovství světa v rallye 2010
Mistrovství světa v rallye 2010 je název šampionátu z roku 2010. Zvítězil v něm Sebastien Loeb s vozem Citroën C4 WRC. Titul mezi týmy vyhrál Citroën Sport.

## Jezdci a týmy
| Tým                                | Konstruktér  | Vůz                | Pneu         | Č.           | Jezdec                   | Navigátor           | Závody         |
| Konstruktéři                       | Konstruktéři | Konstruktéři       | Konstruktéři | Konstruktéři | Konstruktéři             | Konstruktéři        | Konstruktéři   |
| ---------------------------------- | ------------ | ------------------ | ------------ | ------------ | ------------------------ | ------------------- | -------------- |
| Citroën Total World Rally Team     | Citroën      | C4 WRC             | P            | 1            | Sébastien Loeb           | Daniel Elena        | All            |
| Citroën Total World Rally Team     | Citroën      | C4 WRC             | P            | 2            | Dani Sordo               | Marc Martí          | 1–7            |
| Citroën Total World Rally Team     | Citroën      | C4 WRC             | P            | 2            | Dani Sordo               | Diego Vallejo       | 9, 11–12       |
| Citroën Total World Rally Team     | Citroën      | C4 WRC             | P            | 2            | Sébastien Ogier          | Julien Ingrassia    | 8, 10, 13      |
| BP Ford Abu Dhabi World Rally Team | Ford         | Focus RS WRC 09    | P            | 3            | Mikko Hirvonen           | Jarmo Lehtinen      | All            |
| BP Ford Abu Dhabi World Rally Team | Ford         | Focus RS WRC 09    | P            | 4            | Jari-Matti Latvala       | Miikka Anttila      | All            |
| Netovární týmy                     |              |                    |              |              |                          |                     |                |
| Stobart M-Sport Ford Rally Team    | Ford         | Focus RS WRC 08    | P            | 5            | Marcus Grönholm          | Timo Rautiainen     | 1              |
| Stobart M-Sport Ford Rally Team    | Ford         | Focus RS WRC 08    | P            | 5            | Matthew Wilson           | Scott Martin        | 2–13           |
| Stobart M-Sport Ford Rally Team    | Ford         | Focus RS WRC 08    | P            | 6            | Henning Solberg          | Ilka Minor          | 1–6, 8, 10     |
| Stobart M-Sport Ford Rally Team    | Ford         | Focus RS WRC 08    | P            | 6            | Henning Solberg          | Stéphane Prévot     | 13             |
| Stobart M-Sport Ford Rally Team    | Ford         | Focus RS WRC 08    | P            | 6            | Per-Gunnar Andersson     | Jonas Andersson     | 7              |
| Stobart M-Sport Ford Rally Team    | Ford         | Focus RS WRC 08    | P            | 6            | François Duval           | Denis Giraudet      | 9              |
| Stobart M-Sport Ford Rally Team    | Ford         | Focus RS WRC 08    | P            | 43           | Ken Block                | Alex Gelsomino      | 11–12          |
| Citroën Junior Team                | Citroën      | C4 WRC             | P            | 7            | Sébastien Ogier          | Julien Ingrassia    | 1–7, 9, 11–12  |
| Citroën Junior Team                | Citroën      | C4 WRC             | P            | 7            | Dani Sordo               | Marc Martí          | 8              |
| Citroën Junior Team                | Citroën      | C4 WRC             | P            | 7            | Dani Sordo               | Diego Vallejo       | 10, 13         |
| Citroën Junior Team                | Citroën      | C4 WRC             | P            | 8            | Kimi Räikkönen           | Kaj Lindström       | 1–4, 6–13      |
| Munchi's Ford World Rally Team     | Ford         | Focus RS WRC 08    | P            | 9            | Federico Villagra        | Jorge Pérez Companc | 2–3, 5–6, 10   |
| Munchi's Ford World Rally Team     | Ford         | Focus RS WRC 08    | P            | 9            | Federico Villagra        | José Díaz           | 4, 12          |
| Munchi's Ford World Rally Team     | Ford         | Focus RS WRC 08    | P            | 9            | Federico Villagra        | Diego Curletto      | 11             |
| Nebodující týmy do PK/PT           |              |                    |              |              |                          |                     |                |
| BP Ford Abu Dhabi World Rally Team | Ford         | Focus RS WRC 08    | P            | *            | Khalid Al Qassimi        | Michael Orr         | 1, 6, 8–13     |
| Stobart M-Sport Ford Rally Team    | Ford         | Focus RS WRC 08    | P            | 12           | Matthew Wilson           | Scott Martin        | 1              |
| Stobart M-Sport Ford Rally Team    | Ford         | Focus RS WRC 08    | P            | 12           | Juha Kankkunen           | Juha Repo           | 8              |
| Stobart M-Sport Ford Rally Team    | Ford         | Focus RS WRC 08    | P            | 15           | Liu Chao Dong            | Anthony McLoughlin  | 13             |
| Stobart M-Sport Ford Rally Team    | Ford         | Focus RS WRC 08    | P            | 17           | Mattias Therman          | Janne Perala        | 1, 8           |
| Stobart M-Sport Ford Rally Team    | Ford         | Ford Fiesta S2000  | P            | 16           | Xavier Pons              | Alex Haro           | 12             |
| Stobart M-Sport Ford Rally Team    | Ford         | Ford Fiesta S2000  | P            | 17           | Henning Solberg          | Ilka Minor          | 7, 9           |
| Stobart M-Sport Ford Rally Team    | Ford         | Ford Fiesta S2000  | P            | 17           | Henning Solberg          | Stéphane Prévot     | 11–12          |
| Stobart M-Sport Ford Rally Team    | Ford         | Ford Fiesta S2000  | P            | 18           | Mads Østberg             | Jonas Andersson     | 8, 11          |
| Stobart M-Sport Ford Rally Team    | Ford         | Ford Fiesta S2000  | P            | 61           | Dennis Kuipers           | Frédéric Miclotte   | 4, 6–9, 11–13  |
| Petter Solberg World Rally Team    | Citroën      | C4 WRC             | P            | 11           | Petter Solberg           | Phil Mills          | 1–6            |
| Petter Solberg World Rally Team    | Citroën      | C4 WRC             | P            | 11           | Petter Solberg           | Chris Patterson     | 7–13           |
| Petter Solberg World Rally Team    | Citroën      | Xsara WRC          | P            | 68           | Yvan Muller              | Gilles Mondesir     | 11             |
| Adapta World Rally Team            | Subaru       | Impreza WRC 2007/8 | P            | 14           | Mads Østberg             | Jonas Andersson     | 1, 6, 8, 13    |
| Synergon Turan Motorsport          | Peugeot      | 307 WRC            | P            | 15           | Frigyes Turán            | Gábor Zsiros        | 6–7, 11        |
| Synergon Turan Motorsport          | Ford         | Focus RS WRC 08    | P            | 15           | Frigyes Turán            | Gábor Zsiros        | 12             |
| Van Merksteijn Motorsport          | Ford         | Focus RS WRC 07    | P            | 16           | Bernhard ten Brinke      | Eddy Chevaillier    | 9              |
| Van Merksteijn Motorsport          | Ford         | Focus RS WRC 07    | P            | 63           | Peter van Merksteijn Jr. | Eddy Chevaillier    | 1              |
| Van Merksteijn Motorsport          | Ford         | Focus RS WRC 07    | P            | 65           | Peter van Merksteijn Sr. | Erwin Mombearts     | 1              |
| Monster World Rally Team           | Ford         | Focus RS WRC 08    | P            | 43           | Ken Block                | Alex Gelsomino      | 2, 4, 6, 9, 13 |
| Ipatec Racing                      | Ford         | Focus RS WRC 06    | P            | 64           | Dennis Kuipers           | Frédéric Miclotte   | 1              |
| Ipatec Racing                      | Ford         | Focus RS WRC 06    | P            | 66           | René Kuipers             | Erwin Berkhof       | 6, 13          |
| Ipatec Racing                      | Subaru       | Impreza WRC 2008   | P            | 66           | René Kuipers             | Erwin Berkhof       | 1, 9           |

## Swedish Rally 2010
1. Mikko Hirvonen, Jarmo Lehtinen – Ford Focus RS WRC '09
2. Sebastien Loeb, Daniel Elena – Citroën C4 WRC
3. Jari-Matti Latvala, Miikka Antiila – Ford Focus RS WRC '09
4. Daniel Sordo, Marc Marti – Citroën C4 WRC
5. Sebastien Ogier, Julien Ingrassia – Citroën C4 WRC
6. Henning Solberg, Ilka Minor-Petrasko – Ford Focus RS WRC '08
7. Matthew Wilson, Scott Martin – Ford Focus RS WRC '08
8. Mads Ostberg, Jonas Andersson – Subaru Impreza WRC '07
9. Petter Solberg, Phil Mills – Citroën C4 WRC
10. Per-Gunnar Andersson, Anders Fredriksson – Škoda Fabia S2000

## Corona Rally Mexico 2010
1. Sebastien Loeb, Daniel Elena – Citroën C4 WRC
2. Petter Solberg, Phil Mills – Citroën C4 WRC
3. Sebastien Ogier, Julien Ingrassia – Citroën C4 WRC
4. Mikko Hirvonen, Jarmo Lehtinen – Ford Focus RS WRC '09
5. Jari-Matti Latvala, Miikka Antiila – Ford Focus RS WRC '09
6. Henning Solberg, Ilka Minor-Petrasko – Ford Focus RS WRC '08
7. Federico Villagra, Jorge Perez Companc – Ford Focus RS WRC '08
8. Xavier Pons, Alex Haro – Ford Fiesta S2000
9. Martin Prokop, Jan Tománek – Ford Fiesta S2000
10. Armindo Araújo, Miguel Ramalho – Mitsubishi Lancer Evo IX

## Jordan Rally 2010
1. Sebastien Loeb, Daniel Elena – Citroën C4 WRC
2. Jari-Matti Latvala, Miikka Antiila – Ford Focus RS WRC '09
3. Petter Solberg, Phil Mills – Citroën C4 WRC
4. Daniel Sordo, Marc Marti – Citroën C4 WRC
5. Matthew Wilson, Scott Martin – Ford Focus RS WRC '08
6. Sebastien Ogier, Julien Ingrassia – Citroën C4 WRC
7. Federico Villagra, Jorge Perez Companc – Ford Focus RS WRC '08
8. Kimi Räikkönen, Kaj Lindström – Citroën C4 WRC
9. Henning Solberg, Ilka Minor-Petrasko – Ford Focus RS WRC '08
10. Xavier Pons, Alex Haro – Ford Fiesta S2000

## Rally of Turkey 2010
1. Sebastien Loeb, Daniel Elena – Citroën C4 WRC
2. Petter Solberg, Phil Mills – Citroën C4 WRC
3. Mikko Hirvonen, Jarmo Lehtinen – Ford Focus RS WRC '09
4. Sebastien Ogier, Julien Ingrasia – Citroën C4 WRC
5. Kimi Räikkönen, Kaj Lindström – Citroën C4 WRC
6. Federico Villagra, Jorge Perez Companc – Ford Focus RS WRC '08
7. Matthew Wilson, Scott Martin – Ford Focus RS WRC '08
8. Jari-Matti Latvala, Miikka Antiila – Ford Focus RS WRC '09
9. Dennis Kuipers, Frederic Miclotte – Ford Fiesta S2000
10. Aaron Burkart, Andre Kachel – Suzuki Swift S1600'

## Rally of New Zealand 2010
1. Jari-Matti Latvala, Miikka Antiila – Ford Focus RS WRC '09
2. Sebastien Ogier, Julien Ingrassia – Citroën C4 WRC
3. Sebastien Loeb, Daniel Elena – Citroën C4 WRC
4. Mikko Hirvonen, Jarmo Lehtinen – Ford Focus RS WRC '09
5. Daniel Sordo, Marc Marti – Citroën C4 WRC
6. Matthew Wilson, Scott Martin – Ford Focus RS WRC '08
7. Henning Solberg, Ilka Minor-Petrasko – Ford Focus RS WRC '08
8. Jeri Ketomaa, Mika Stenberg – Ford Fiesta S2000
9. Federico Villagra, Jorge Perez Companc – Ford Focus RS WRC '08
10. Xavier Pons, Alex Haro – Ford Fiesta S2000

## Vadafone Rally de Portugal 2010
1. Sebastien Ogier, Julien Ingrassia – Citroën C4 WRC
2. Sebastien Loen, Daniel Elena – Citroën C4 WRC
3. Daniel Sordo, Marc Marti – Citroën C4 WRC
4. Mikko Hirvonen, Jarmo Lehtinen – Ford Focus RS WRC '09
5. Petter Solberg, Marc Marti – Citroën C4 WRC
6. Matthew Wilson, Scott Martin – Ford Focus RS WRC '08
7. Mads Ostberg, Jonas Andersson – Subaru Impreza WRC '08
8. Federico Villagra, Jorge Perez Companc – Ford Focus RS WRC '08
9. Khalid Al-Qassimi, Michael Orr – Ford Focus RS WRC '08
10. Kimi Räikkönen, Kaj Lindström – Citroën C4 WRC

## Rally Bulgaria 2010
1. Sebastien Loeb, Daniel Elena – Citroën C4 WRC
2. Daniel Sordo, Marc Marti – Citroën C4 WRC
3. Petter Solberg, Chris Patterson – Citroën C4 WRC
4. Sebastien Ogier, Julien Ingrassia – Citroën C4 WRC
5. Mikko Hirvonen, Jarmo Lehtinen – Ford Focus RS WRC '09
6. Jari-Matti Latvala, Miikka Antiila – Ford Focus RS WRC '09
7. Per-Gunnar Andersson, Jonas Andersson – Subaru Impreza WRC '08
8. Frigyes Turán, Gábor Zsiros – Peugeot 307 WRC
9. Matthew Wilson, Scott Martin – Ford Focus RS WRC '08
10. Henning Solberg, Ilka Minor-Petrasko – Ford Focus RS WRC '08

## Neste Oil Rally Finland 2010
1. Jari-Matti Latvala, Miikka Antiila – Ford Focus RS WRC '09
2. Sebastien Ogier, Julien Ingrassia – Citroën C4 WRC
3. Sebastien Loeb, Daniel Elena – Citroën C4 WRC
4. Petter Solberg, Chris Patterson – Citroën C4 WRC
5. Daniel Sordo, Marc Marti – Citroën C4 WRC
6. Matthew Wilson, Scott Martin – Ford Focus RS WRC '08
7. Mads Ostberg, Jonas Andersson – Subaru Impreza WRC '07
8. Juha Kankkunen, Juha Repo – Ford Focus RS WRC '08
9. Juho Hänninen, Mikko Markkula – Škoda Fabia S2000
10. Per-Gunnar Andersson, Anders Fredriksson – Škoda Fabia S2000

## ADAC Rallye Deutschland 2010
1. Sebastien Loeb, Daniel Elena – Citroën C4 WRC
2. Daniel Sordo, Diego Vallejo – Citroën C4 WRC
3. Sebastien Ogier, Julien Ingrassia – Citroën C4 WRC
4. Jari-Matti Latvala, Miikka Antiila – Ford Focus RS WRC '09
5. Petter Solberg, Chris Patterson – Citroën C4 WRC
6. Matthew Wilson, Scott Martin – Ford Focus RS WRC '08
7. Kimi Räikkönen, Kaj Lindström – Citroën C4 WRC
8. Khalid Al-Qassimi, Michael Orr – Ford Focus RS WRC '08
9. Mark van Eldik, Robin Buysmans – Subaru Impreza WRC '08
10. Patrik Sandell, Emil Axelsson – Škoda Fabia S2000

## Rally Japan 2010
1. Sebastien Ogier, Julien Ingrassia – Citroën C4 WRC
2. Petter Solberg, Chris Patterson – Citroën C4 WRC
3. Jari-Matti Latvala, Miikka Antiila – Ford Focus RS WRC '09
4. Daniel Sordo, Diego Vallejo – Citroën C4 WRC
5. Sebastien Loeb, Daniel Elena – Citroën C4 WRC
6. Mikko Hirvonen, Jarmo Lehtinen – Ford Focus RS WRC '09
7. Henning Solberg, Ilka Minor-Petrasko – Ford Focus RS WRC '08
8. Federico Villagra, Jorge Perez Companc – Ford Focus RS WRC '08
9. Jari Ketomaa, Mika Stenberg – Ford Fiesta S2000
10. Martin Prokop, Jan Tománek – Ford Fiesta S2000

## Rally RACC Catalunya 2010
1. Sebastien Loen, Daniel Elena – Citroën C4 WRC
2. Petter Solberg, Chris Patterson – Citroën C4 WRC
3. Daniel Elena, Diego Vallejo – Citroën C4 WRC
4. Jari-Matti Latvala, Miikka Antiila – Ford Focus RS WRC '09
5. Mikko Hirvonen, Jarmo Lehtinen – Ford Focus RS WRC '09
6. Matthew Wilson, Scott Martin – Ford Focus RS WRC '08
7. Khalid Al-Qassimi, Michael Orr – Ford Focus RS WRC '08
8. Henning Solberg, Stéphane Prévot – Ford Fiesta S2000
9. Ken Block, Alessandro Gelsomino – Ford Focus RS WRC '08
10. Sebastien Ogier, Julien Ingrassia – Citroën C4 WRC

## Rally of Great Britain 2010
1. Sebastien Loeb, Daniel Elena – Citroën C4 WRC
2. Petter Solberg, Chris Patterson – Citroën C4 WRC
3. Jari-Matti Latvala, Miikka Antiila – Ford Focus RS WRC '09
4. Mikko Hirvonen, Jarmo Lehtinen – Ford Focus RS WRC '09
5. Daniel Sordo, Diego Vallejo – Citroën C4 WRC
6. Henning Solberg, Stéphane Prévot – Ford Focus RS WRC '08
7. Matthew Wilson, Scott Martin – Ford Focus RS WRC '08
8. Kimi Räikkönen, Kaj Lindström – Citroën C4 WRC
9. Mads Ostberg, Jonas Andersson – Subaru Impreza WRC '07
10. Andreas Mikkelsen, Ola Floene – Škoda Fabia S2000

## Celkové pořadí

### Jezdci
1. Sebastien Loeb, Daniel Elena – Citroën C4 WRC – 276 bodů
2. Jari-Matti Latvala, Miikka Antiila – Ford Focus RS WRC '09 – 171 bodů
3. Petter Solberg, Phil Mills/Chris Patterson – Citroën C4 WRC – 169 bodů
4. Sebastien Ogier, Julien Ingrassia – Citroën C4 WRC – 167 bodů
5. Daniel Sordo, Marc Marti/Diego Vallejo – Citroën C4 WRC – 150 bodů
6. Mikko Hirvonen, Jarmo Lehtinen – Ford Focus RS WRC '09 – 126 bodů
7. Matthew Wilson, Scott Martin – Ford Focus RS WRC '08 – 74 bodů
8. Henning Solberg, Ilka Minor-Petrasko/Stéphane Prévot – Ford Focus RS WRC '08 – 45 bodů
9. Federico Villagra, Jorge Perez Companc – Ford Focus RS WRC '08 – 36 bodů
10. Kimi Räikkönen, Kaj Lindström – Citroën C4 WRC – 25 bodů

### Týmy
1. Citroën Sport – 456 bodů
2. Ford M-Sport – 337 bodů
3. Citroën Sport junior – 217 bodů
4. Stobart Ford M-Sport – 176 bodů
5. Munchi's Ford WRT – 58 bodů

### Produkční šampionát
1. Armindo Araújo – Mitsubishi Lancer Evo X – 126 bodů
2. Patrik Flodin – Subaru Impreza STi N15 – 100 bodů
3. Hayden Paddon – Mitsubishi Lancer Evo X – 97 bodů
4. Ott Tänak – Mitsubishi Lancer Evo X – 78 bodů
5. Toshihiro Arai – Subaru Impreza STi N15 – 55 bodů

### Juniorský šampionát
1. Aaron Burkart – Suzuki Swift S1600 – 80 bodů
2. Hans Weijs jr. – Citroën C2 S1600 – 76 bodů
3. Todor Slavov – Renault Clio R3 – 59 bodů
4. Karl Kruuda – Suzuki Swift S1600 – 51 bodů
5. Kevin Abbring – Renault Clio R3 – 46 bodů

### SWRC šampionát
1. Xavier Pons – Ford Fiesta S2000 – 123 bodů
2. Patrik Sandell – Škoda Fabia S2000 – 112 bodů
3. Martin Prokop – Ford Fiesta S2000 – 104 bodů
4. Jari Ketomaa – Ford Fiesta S2000 – 101 bodů
5. Michal Kosciuzsko – Škoda Fabia S2000 – 73 bodů